# Pyramid Peak (Antarktika)
Der Pyramid Peak (englisch für Pyramidengipfel) ist ein Nunatak im Norden des ostantarktischen Viktorialands. Er ist mit 2565 m die höchste Erhebung der Destination-Nunatakker und ragt 1,5 km nördlich des Sphinx Peak im südöstlichen Teil dieser Gebirgsformation auf.
Seinen deskriptiven Namen erhielt er durch die Nordgruppe der New Zealand Federated Mountain Clubs Antarctic Expedition (1962–1963).